# یبتس
یبتس (به آلمانی: Jaebetz) یک منطقهٔ مسکونی در آلمان است که در فینکن واقع شده ‌است. یبتس ۱۷۳ نفر جمعیت دارد.